# UFC 150
UFC 150: Henderson vs. Edgar 2 fue un evento de artes marciales mixtas producido por Ultimate Fighting Championship el 11 de agosto de 2012 en el Pepsi Center de Denver, Colorado. El número de compras de PPV estimado para el evento fue de 190,000

## Historia
Dennis Hallman y Thiago Tavares esperaban enfrentarse en la cartelera. Sin embargo, el 12 de julio se anunció que la pelea se movería a la tarjeta de UFC 151.
Luiz Cane iba a disputar un combate con Yushin Okami en este evento. No obstante, Cane fue forzado a retirarse de la pelea debido a una lesión e iba a ser reemplazado por Rousimar Palhares. Palhares también se retiró de la riña contra Okami y fue sustituido por Buddy Roberts. Roberts ya estaba en la tarjeta, originalmente programado en contra de Chris Camozzi, quien también se retiró del evento por una lesión.
En el pesaje, Melvin Guillard fue el único de los veinte peleadores que no pudo hacer el peso acordado. Guillard, que perdió contra su excompañero de entrenamiento Donald Cerrone, pesó 157.5 lb en su primer intento. Se le dio dos horas para cortar la cantidad restante, pero el, en su lugar, eligió ceder un porcentaje de su salario a su oponente, quien marcó las 155 libras sin ningún contratiempo.

## Resultados
1. ↑  Por el campeonato de peso ligero de UFC.
2. ↑  Originalmente victoria por decisión unánime para Shields. Tras la pelea, Shields dio positivo por sustancias prohibidas y la pelea fue declarada "Sin resultado".

## Premios extra
Los siguientes peleadores fueron retribuidos con $60,000 como premio.
- Pelea de la Noche: Donald Cerrone vs. Melvin Guillard
- KO de la Noche: Donald Cerrone
- Sumisión de la Noche: Dennis Bermúdez